# Forcipomyia flavitibialis
Forcipomyia flavitibialis är en tvåvingeart som beskrevs av Tokunaga och Murachi 1959. Forcipomyia flavitibialis ingår i släktet Forcipomyia och familjen svidknott. Inga underarter finns listade i Catalogue of Life.